# 後鰭嶺鰍
後鰭嶺鰍（學名：Oreonectes retrodorsalis），為輻鰭魚綱鯉形目條鰍科嶺鰍屬的其中一種。分布於亞洲中國廣西壯族自治區南丹縣地下溶洞，本魚體延長，頭平扁，口下位，觸鬚3對，體被小鱗片，側線不完整，背鰭軟條11枚，臀鰭軟條9枚，體長可達3.8公分，棲息在洞穴底層水域，生活習性不明。

## 扩展阅读
維基物種上的相關：後鰭嶺鰍